# Conservatoire des arts de la métallurgie
 (janvier 2024).
Le Conservatoire des arts de la métallurgie est un centre culturel situé en Haute-Marne à Dommartin-le-Franc dans la région Grand Est.

## Histoire

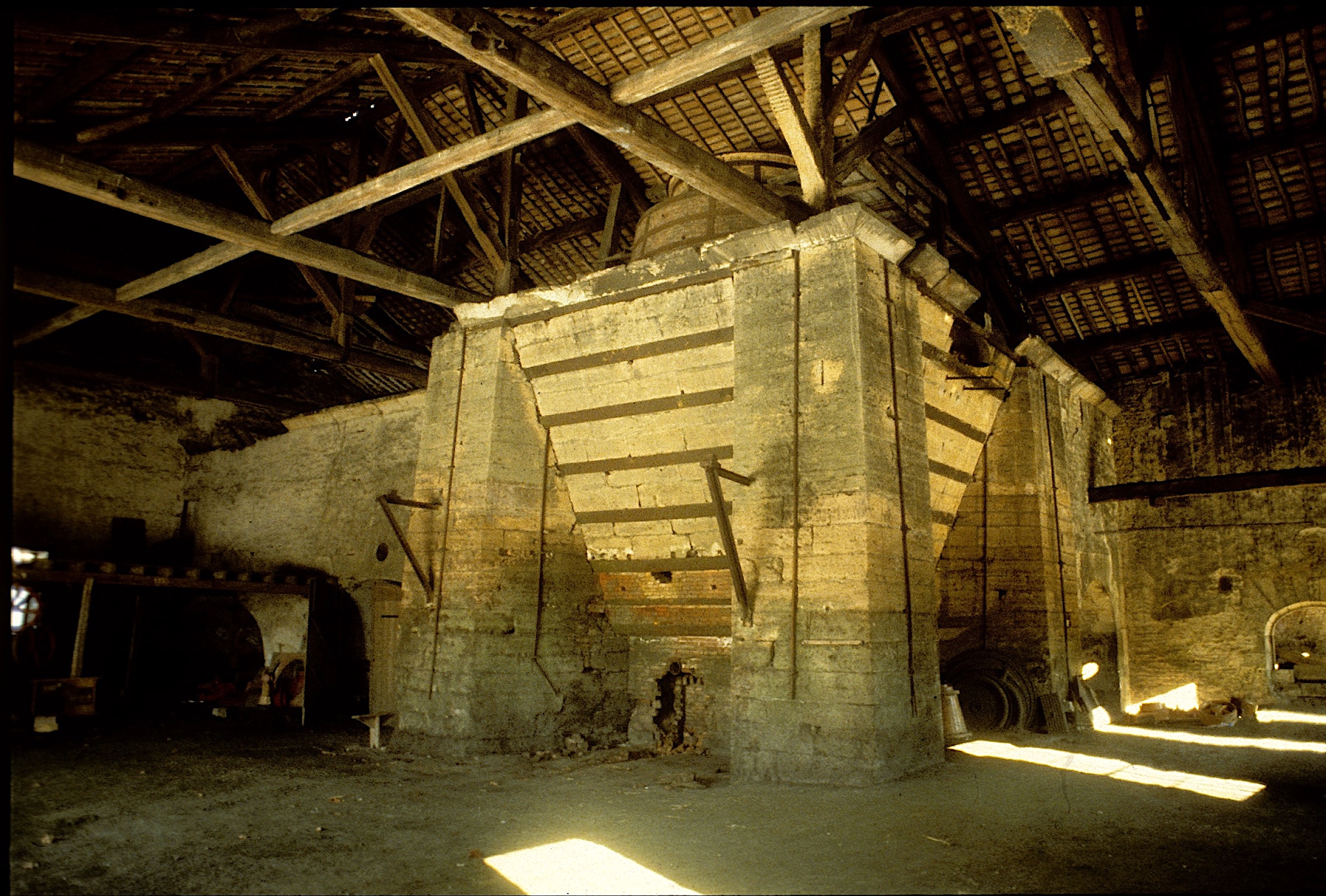
État du haut-fourneau de la fonderie de Dommartin-le-Franc en 1990, lors de la création de l'APSM.

L'histoire du conservatoire, dont les départements d'exposition et de conservation sont abrités au sein des bâtiments de la fonderie de Dommartin-le-Franc est liée à l'association pour la sauvegarde et la promotion du patrimoine métallurgique haut-marnais (APSM), une association fondée en 1990,.
En 1992, le complexe métallurgique du bas cesse d'être en activité. En 1994, l'APSM devient propriétaire de structures de l'ancienne fonderie, notamment des bâtiments de l'usine du bas,. En 2007, l'association fait aménager le complexe sidérurgique du « haut » en centre pédagogique, appelé « Metallurgic Park », ouvert au public en 2010,. 
En date du 8 octobre 2015, l'APSM s'associe à Inventaire général du patrimoine culturel de la région Grand Est afin d'établir un catalogue d'œuvres en fonte et de modèles en plâtre (bas-relief, sculptures) provenant de fonderies des XIXe et XXe siècles,.
À partir de 2016, l'association haute-marnaise initie des travaux d'aménagements des bâtiments du site industriel du « bas », dans l'objectif de créer le Conservatoire des Arts de la Métallurgie,. Le « projet scientifique culturel », élaboré sous la présidence de Denis Woronoff, est alors réalisé en partenariat avec la Direction régionale des affaires culturelle du Grand Est. Le programme d'aménagement du conservatoire est finalisé en 2020.

## Thématiques

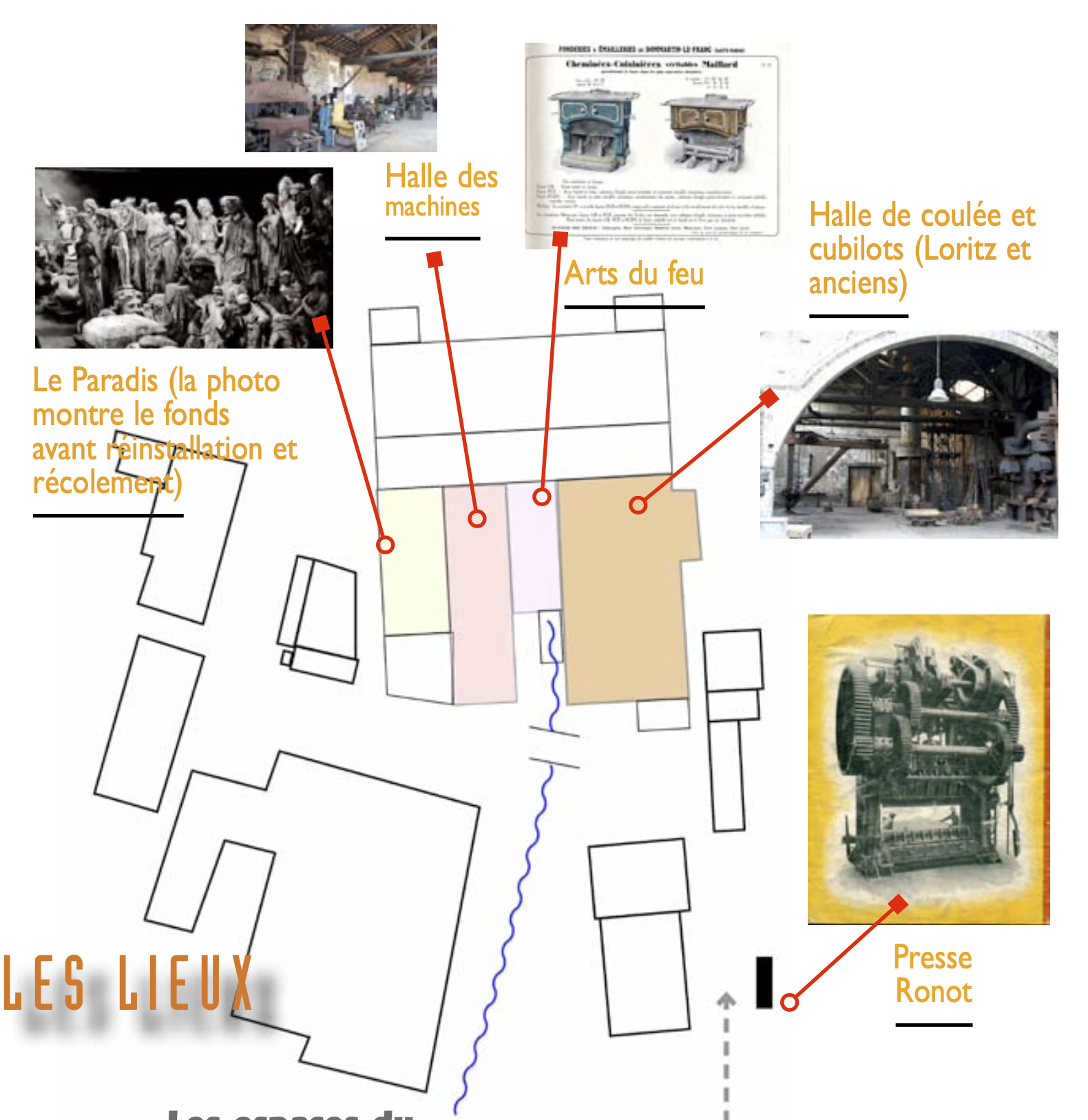
Plan du Conservatoire

### La presse Ronot

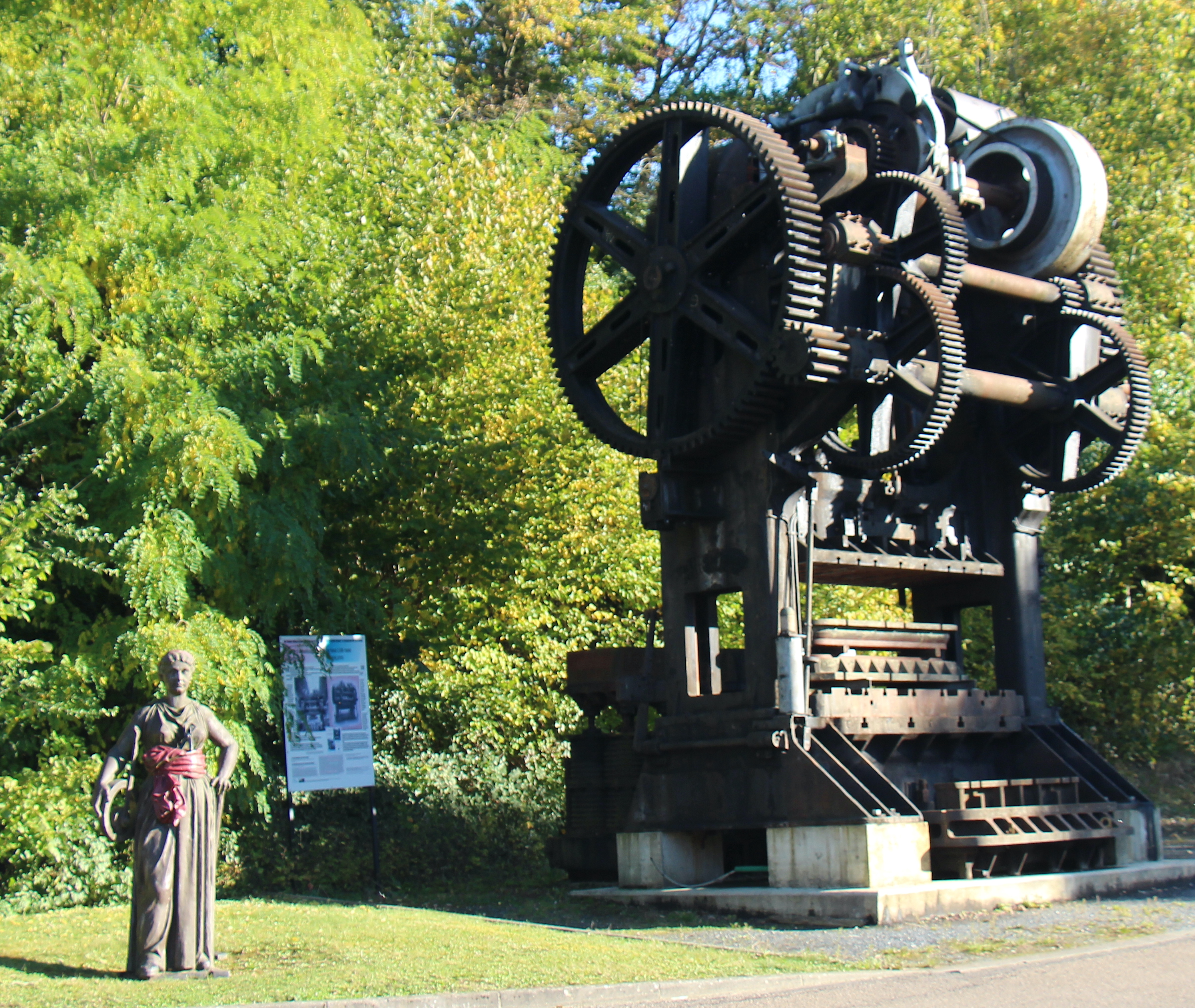
Presse Ronot (2000 t de puissance)

La très grande pièce du Conservatoire des arts de la métallurgie, haute de 8 m, d'un poids de 15 t et de 2000 t de puissance, a été construite en 1931 par les établissements Delattre--et-Frouard à Dammarie-les-Lys (Seine-et-Marne) et a équipé l'usine Ronot.

### Halle de coulée
Espace le plus vaste de l'usine (940 m2), il abrite des vestiges des hauts-fourneaux de 1773 éteints en 1885 (visibles encore), une grue-potence en bois du milieu du XIXe siècle, deux grands cubilots installés en 1968 ainsi qu’une unité de production datant des années 1950, donnée par les lycées Loritz de Nancy  et Blaise-Pascal de Saint-Dizier : cubilot, skip de chargement, malaxeur à sable, convoyeur à moules, tables de moulage... sont utilisés une fois par an, en public, depuis 1998, par les élèves de Loritz.[réf. nécessaire]
La halle de coulée accueille également un atelier complet de forge (dit la forge d'Emile, du prénom d'un ancien forgeron d'Eurville) avec tout son outillage : différents foyers dotés de soufflets, des multiples pinces et des outillages, machines permettant de former le métal.[réf. nécessaire]

### Le Paradis
Cet espace, nommé « le Paradis » par les ouvriers de l'usine du bas, est consacré à l'exposition d'une collection de modèles, de chef-modèles et d'œuvres — des pièces ornementales tels que des statues ou encore des bas-reliefs, des bestiaires — inventoriés dans le fonds Ferry-Capitain,,,,.

### Les pierres lithographiques
Le stock est composé de plus de 800 pierres dont un grand nombre a servi à réaliser le catalogue de Capitain-Gény paru en 1913.L’impression a été faite à l’imprimerie Guillemin de Wassy, toujours en activité à ce jour. Les pierres pèsent de 5 à plus de 50 kg suivant les dimensions. Certaines pierres sont en bon état et d’autres dans un état de moyen à très mauvais, dû aux conditions de stockage pas toujours adaptées. Une centaine de pierres n’ont pas pu être rattachées à un catalogue.
Elles forment un ensemble indissociable des autres collections conservées car maillon indispensable de la fabrication industrielle par la diffusion des catalogues commerciaux. Enfin, elles sont aussi l’illustration d’une autre chimie liant technique, art et documentation.

### Les Arts du feu
Le conservatoire illustre l’engouement né XVIe siècle pour la plaque de cheminée. Protection du cœur des foyers, elle s’orne de thèmes illustrant le rang, les convictions ou les goûts de son acquéreur. Le goût bourgeois du XIXe siècle va vers la mythologie, ses dieux, ses héros, ou les allégories de ses valeurs : la Justice, les Sciences, les Arts, l’Industrie... Les fables et scènes champêtres emportent aussi ses suffrages. La plaque républicaine célèbre le Coq gaulois, les Droits de l’homme, parfois la franc-maçonnerie. La collection qui s'enrichit par des dons compte 74 modèles dont les plus anciens datent du XVIIIe siècle. Le corpus exposé est composé d'anciens éléments à vocation culinaires et domestiques tels que des cuisinières, des poêles, pièces ornementales de cheminées conçues en fonte.
Le fonds d’Auguste Réveilhac-Suppot à Montreuil-sur-Blaise complète ce thème avec près de 500 pièces de tailles différentes de manteaux de cheminée, ornés de motifs finement ciselés.
Le site de Dommartin comprend un atelier d'émaillerie où on peut voir les fours, les bains et mêmes d'anciens sachets de poudre. L'état du bâtiment rend illusoire une démarche de réhabilitation alors que cette installation est un témoin - rare aujourd'hui -  d'une activité autrefois très répandue dans les fonderies d'appareils ménagers.
La cuisinière à bois, puis à houille ou mixte, naît autour de 1850. La fonte en devient le matériau de prédilection. Dommartin-le-Franc en fera un produit phare. Vers 1860, Alexandre Le Bachellé spécialise l’usine dans la fabrication de cuisinières. Ses successeurs enrichiront la gamme dont les motifs épouseront les styles de l’époque. Les derniers modèles, réchauds avec ou sans four fonctionneront au gaz. Les appareils sont également proposés en fonte émaillées, en couleur  avec des motifs.
En 1910, les Héritiers de Fernand de Chanlaire rachètent le brevet d’une cuisinière originale dont ils fabriquaient les éléments. Inventée en 1890 par un constructeur de Ligny-en-Barrois, Nicolas Maillard (1842-1910), elle conjugue les atouts d’une cuisinière à feu enfermé, le charme de la cuisine à l’âtre et le plaisir d’une flambée.

#### Halle des machines

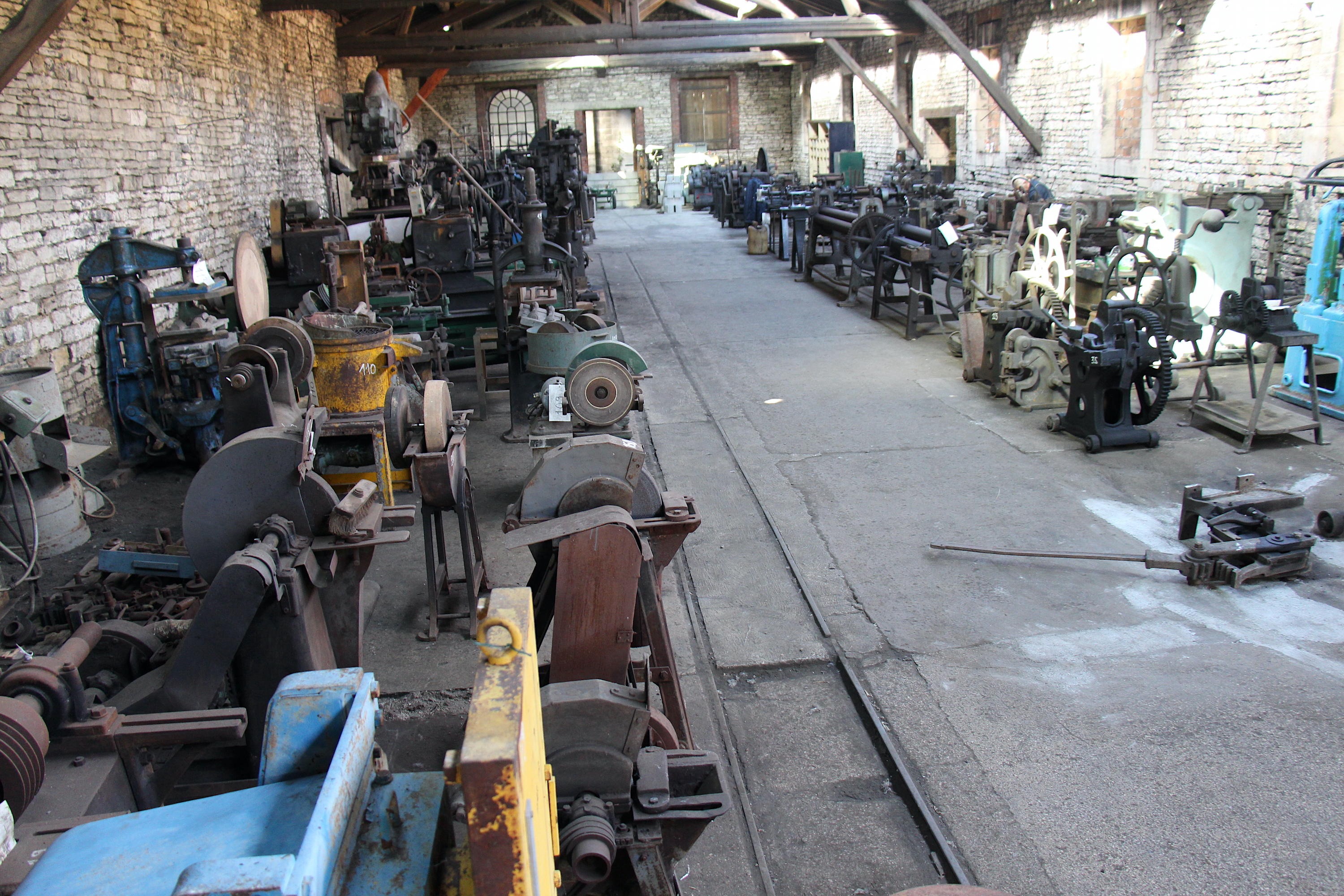
Vue de la halle des machines en 2020 - Archives ASPM - Sylvain Roze

La halle contient 233 machines ou appareils provenant des entreprises, les fonderies locales et des particuliers. Elles sont inventoriées et documentées (origine, fonction...) dans la base ars-metallica.fr. La halle des machines réunit la Cambuse (noyautage) et la Singerie appelée aussi râperie (parachèvement). Les machines et des outils vont de la fin du XIXe siècle jusqu’aux années 1970 et  illustrent les métiers de cette période.